# Unidad Habitacional Revolución XXI
Unidad Habitacional Revolución XXI är en ort i Mexiko.   Den ligger i kommunen Tlayacapan och delstaten Morelos, i den sydöstra delen av landet, 60 km söder om huvudstaden Mexico City. Unidad Habitacional Revolución XXI ligger 1 312 meter över havet och antalet invånare är 114.
Terrängen runt Unidad Habitacional Revolución XXI är kuperad åt nordost, men åt sydväst är den platt. Runt Unidad Habitacional Revolución XXI är det mycket tätbefolkat, med 1 056 invånare per kvadratkilometer. Närmaste större samhälle är Cuautla Morelos, 12,8 km sydost om Unidad Habitacional Revolución XXI. Omgivningarna runt Unidad Habitacional Revolución XXI är en mosaik av jordbruksmark och naturlig växtlighet.